# Pokrov, Dnipropetrovsk
Pokrov (în ucraineană Покров) este orașul raional de reședință al raionului Pokrov din orașul regional Pokrov, regiunea Dnipropetrovsk, Ucraina. În afara localității principale, nu cuprinde și alte sate.

## Demografie
Componența lingvistică a orașului Pokrov
     Ucraineană (66,94%)
     Rusă (32,47%)
     Alte limbi (0,29%)
Conform recensământului din 2001, majoritatea populației orașului Pokrov era vorbitoare de ucraineană (66,94%), existând în minoritate și vorbitori de rusă (32,47%).